# Saxifraga caesia
Espèce
Classification phylogénétique
Saxifraga caesia, la saxifrage bleuâtre, est une espèce de plantes dicotylédones de la famille des Saxifragaceae, originaire des régions montagneuses d'Europe, des Pyrénées aux Carpates.
Cette espèce est classée dans la Liste rouge de la flore vasculaire de France métropolitaine.

## Description

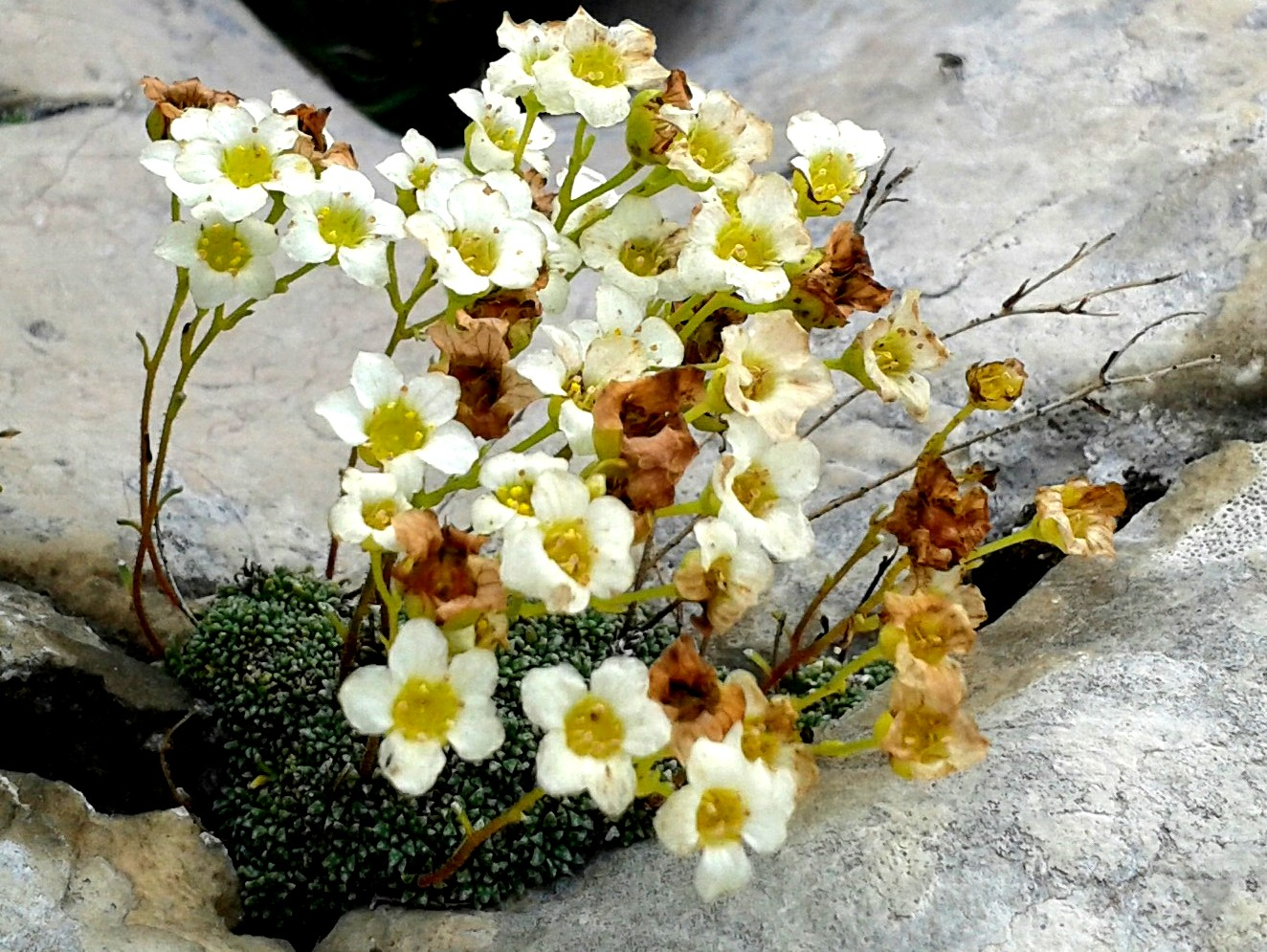
Fleurs.

Petite plante haute de 4 à 10 cm, constituée de coussinets de feuilles très coriaces, vert-bleuté, disposées en rosette. Les petites fleurs blanches sont réunies par 2 à 6 au sommet des tiges.

## Habitat
Rochers et éboulis calcaires de 1 500 à 3 000 m d'altitude.

## Synonymes
Selon The Plant List (29 avril 2019) :
- Chondrosea caesia (L.) Haw.
- Chondrosea patens Haw.
- Evaiezoa caesia (L.) Raf.
- Saxifraga recurvifolia Lapeyr.